# Cochituate, Massachusetts
Cochituate, Massachusetts (енгл. Cochituate) насељено је место без административног статуса у америчкој савезној држави Масачусетс.

## Демографија
По попису из 2010. године број становника је 6.569, што је 199 (-2,9%) становника мање него 2000. године.
| Група             | 2000.         | 2010.         |
| Белци             | 6.108 (90,2%) | 5.480 (83,4%) |
| Афроамериканци    | 63 (0,9%)     | 72 (1,1%)     |
| Азијати           | 422 (6,2%)    | 749 (11,4%)   |
| Хиспаноамериканци | 68 (1,0%)     | 165 (2,5%)    |
| Укупно            | 6.768         | 6.569         |